# Guldplymsparakit
Guldplymsparakit (Leptosittaca branickii) är en fågel i familjen västpapegojor inom ordningen papegojfåglar.

## Utseende och läte
Guldplymsparakiten är en stor och grön papegojfågel med ett karakteristiskt tunt gult streck bakom ögat som gett arten dess namn. Detta kan dock vara svårt att se i fält. Arten har mindre rött på huvudet än andra stora parakiter i sitt utbredningsområde, men istället unik gulbefjädring på buken. Lätet är också distinkt, mörkare och inte lika hårt som hos andra parakiter. 

## Utbredning och systematik
Fågeln placeras som enda art i släktet Leptosittaca. Den förekommer i fuktiga delar av Anderna i södra Colombia, Ecuador och centrala Peru.

## Levnadssätt
Guldplymsparakiten förekommer i lokalt i högt belägna skogar nära trädgränsen. Den föredrar områden med Podocarpus för födosök och vaxpalmer för att häcka. 

## Status och hot
Arten har ett stort utbredningsområde, men tros minska i antal, dock inte tillräckligt kraftigt för att den ska betraktas som hotad. Internationella naturvårdsunionen IUCN listar arten som livskraftig (LC). Beståndet är relativt litet, uppskattat till mellan 7 300 och 20 000 vuxna individer.

## Namn
Fågelns vetenskapliga artnamn hedrar den polske ornitologen Wladyslaw Graf von Branicki (1864-1926).

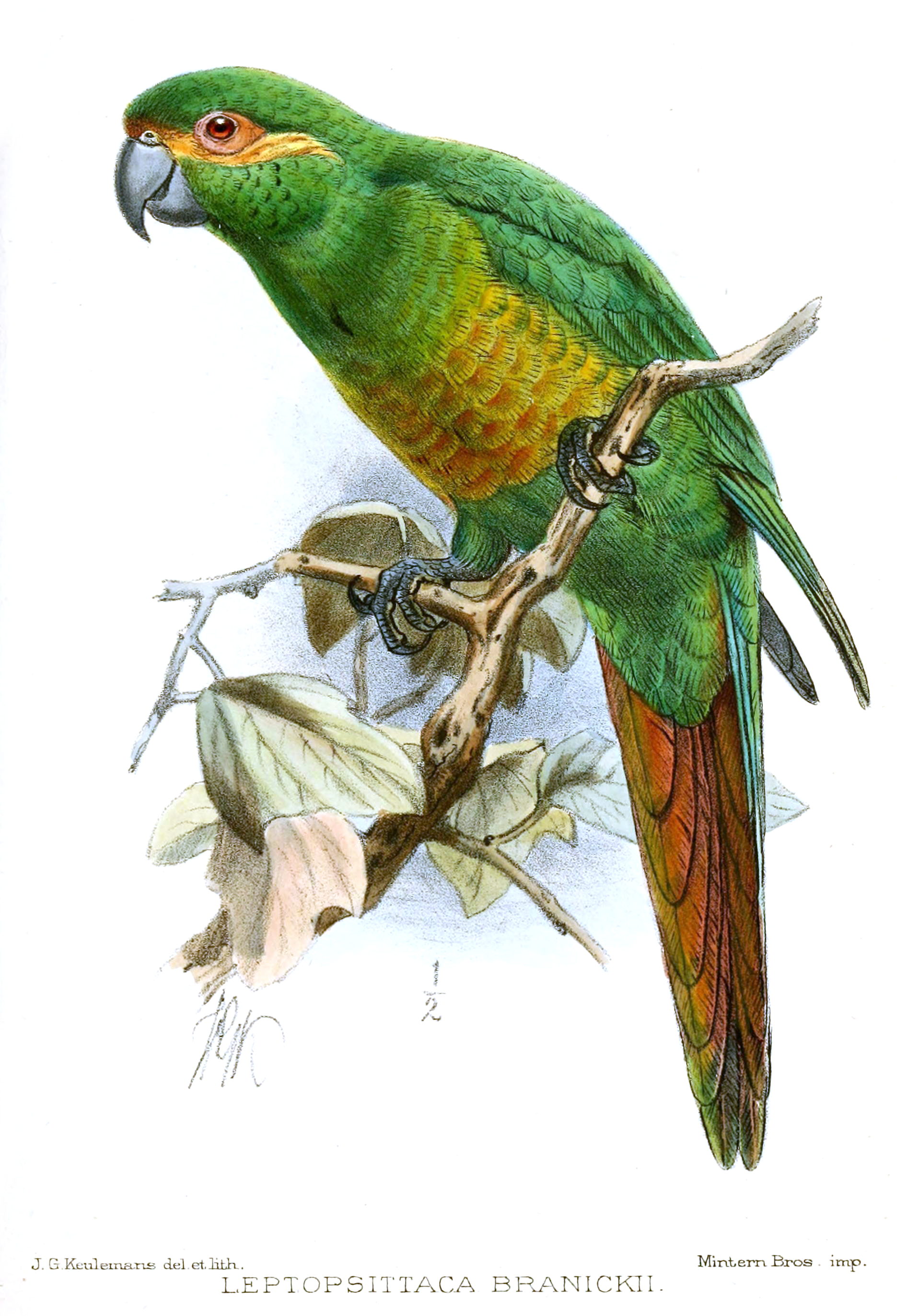